# Pioneer Natural Resources
Pioneer Natural Resources mit Sitz in Irving (Texas) ist ein börsennotiertes US-amerikanisches Unternehmen in der Erdölförderung, das Anteile des texanischen Spraberry-Ölfelds besitzt.

## Hintergrund
Das heutige Unternehmen Pioneer Natural Resources entstand 1997 durch die Fusion der Mineralölunternehmen Parker & Parsley Petroleum Company und MESA, Inc. Parker & Parsley wurde im Jahr 1962 von Howard Parker und Joe Parsley gegründet, die sich bis zuletzt auf die Ölförderung in Texas beschränkten und auf eine internationale Ausweitung des Geschäfts verzichteten. Mesa Petroleum wurde 1956 von T. Boone Pickens gegründet, der mit seinem Unternehmen zeitweise versuchte seinen ehemaligen Arbeitgeber Phillips Petroleum und Unocal zu übernehmen. Im Jahr 1997 kam es zur Fusion der hochverschuldeten MESA, Inc. mit dem größeren Unternehmen Parker & Parsley.
Am 11. Oktober 2023 gab ExxonMobil bekannt, es beabsichtige, das Unternehmen für 59,5 Milliarden US-Dollar zu übernehmen. Am 3. Mai 2024 kam es zur vollständigen Übernahme.